# Força de um Desejo
Força de um Desejo est une telenovela brésilienne diffusée en 1999 - 2000 par Rede Globo.

## Distribution
| Acteur                   | Caractère                                               |
| ------------------------ | ------------------------------------------------------- |
| Malu Mader               | Ester Ramos Delamare / Baronesa Ester de Sampaio Sobral |
| Fábio Assunção           | Inácio Silveira Sobral                                  |
| Cláudia Abreu            | Olívia / Ana Tambellini                                 |
| Nathalia Timberg         | Idalina Menezes de Albuquerque Silveira                 |
| Reginaldo Faria          | Barão Henrique de Sampaio Sobral                        |
| Paulo Betti              | Higino Ventura                                          |
| Sônia Braga              | Baronesa Helena Silveira Sobral                         |
| Lavínia Vlasak           | Alice Maria Vitória da Conceição Ventura                |
| Selton Mello             | Abelardo Silveira Sobral                                |
| Denise Del Vecchio       | Bárbara Ventura                                         |
| Marcelo Serrado          | Mariano Xavier                                          |
| Isabel Fillardis         | Luzia                                                   |
| José de Abreu            | Gonçalo Pereira                                         |
| Cláudio Correia e Castro | Leopoldo Silveira                                       |
| Louise Cardoso           | Guiomar Pereira da Silva                                |
| Giovanna Antonelli       | Violeta (cortesã)                                       |
| Júlia Feldens            | Juliana Xavier                                          |
| Carlos Eduardo Dolabella | Comendador Queiroz                                      |
| José Lewgoy              | Felício Cantuária                                       |
| Nelson Dantas            | Dr. Xavier                                              |
| Daniel Dantas            | Bartolomeu Xavier                                       |
| Chico Diaz               | Clemente                                                |
| Chica Xavier             | Rosália                                                 |
| Antônio Grassi           | Vitório                                                 |
| André Barros             | Trajano Cantuária                                       |
| Dira Paes                | Palmira                                                 |
| Sérgio Menezes           | Jesus                                                   |
| Ana Carbatti             | Zulmira                                                 |
| Alexandre Moreno         | Cristóvão                                               |
| Luiz Magnelli            | Gaspar                                                  |
| Élida Muniz              | Marta                                                   |
| Rosita Tomaz Lopes       | Fabíola Xavier                                          |